# Passiflora kawensis
Passiflora kawensis Feuillet – gatunek rośliny z rodziny męczennicowatych (Passifloraceae Juss. ex Kunth in Humb.). Występuje endemicznie w północno-wschodniej części Gujany Francuskiej. 

## Morfologia
PokrójZdrewniałe, trwałe, owłosione liany.
LiściePodłużne, zaokrąglone u podstawy. Mają 10–14 cm długości oraz 4–5,5 cm szerokości. Całobrzegie, ze spiczastym lub ostrym wierzchołkiem. Ogonek liściowy jest owłosiony i ma długość 10–22 mm. Przylistki są liniowe, mają 1–2 mm długości.
KwiatyPojedyncze lub zebrane w pary. Działki kielicha są podłużne, białawe, mają 3,5–4 cm długości. Płatki są liniowo podłużne, białe, mają 3,5 cm długości. Przykoronek ułożony jest w 3–4 rzędach.